# 警告試合
警告試合（けいこくじあい）は野球用語の一つ。報復行為や乱闘行為を未然に防ぐため、死球をはじめとする危険なプレーを行った選手とそのチームの監督を退場させることを審判員が宣告した試合を指す。

## 概説
警告試合は、試合中のプレーによって乱闘、または乱闘に至らなくても両チームの選手による睨み合いなどで一触即発の状態に発展、または危険球を投じたことにより、その後相手チームによる報復行為が行われる可能性があると審判団が判断した試合である。

### NPB
日本野球機構（NPB）の場合、審判団は警告を発し、警告試合とする旨を宣告する。警告試合となった後は、危険な投球やスライディングなどが報復行為であると審判員が判断したら、理由の有無問わず報復行為を行った選手や当該チームの監督に退場を宣告することができる。特に死球の場合は、回数や危険球か否かを問わず退場させることができる。
公認野球規則では警告試合を規定した規則はなく、警告試合の規定はセントラル・リーグとパシフィック・リーグのアグリーメント（agreement、合意。申し合わせ事項）に、それぞれ記載されている。なお公認野球規則では、規則8.02（d）項で危険球の投球を厳しく禁じており、“これを投球した投手およびそのチームの監督には、審判員により退場を宣告もしくは同様の行為をもう一度行った場合は即刻退場させる旨の警告が発せられる”と定められている。
1998年8月2日に阪神甲子園球場で行われた阪神タイガース - 読売ジャイアンツ戦では、初戦で巨人のバルビーノ・ガルベスが球審にボールを投げ付けた3連戦の3試合目で、死球をめぐる2度の乱闘で警告試合が宣告されるに至り、カード終了後に巨人監督の長嶋茂雄が3連戦で相次いだ不祥事の責任を取って頭を丸めている。

## 主な事例
交流戦初の警告試合、翌日の試合を警告試合とした初の警告試合
- 2005年5月15日 西武ライオンズ - 読売ジャイアンツ（インボイスSEIBUドーム セ・パ交流戦）

5月13日・14日の同カードの試合では、2戦合わせて6個の死球を出した。特に2戦目では最後に西武・和田一浩への死球で巨人のタフィ・ローズと西武のホセ・フェルナンデスが睨み合うなど、険悪なムードを残して試合を終えたため、審判団が15日の試合を「パ・リーグ アグリーメント」に基づいて警告試合とした。
警告試合宣告後、通常の死球で危険球退場となった初の警告試合
- 2007年6月11日 東京ヤクルトスワローズ - 東北楽天ゴールデンイーグルス第4回戦（神宮球場 セ・パ交流戦）

楽天の攻撃時、ヤクルトの遠藤政隆がリック・ショート、山崎武司の2人の打者に対し初球に死球を与える。両チームの選手がもみ合いとなった後、球審が場内の観客に向けて、この試合を警告試合とする旨をアナウンスした。その後ヤクルトの攻撃時、松本輝が城石憲之に死球を投じ、球審は松本に「危険球退場」を宣告した。
同一カード2戦連続警告試合
- 2010年5月4日 オリックス・バファローズ - 福岡ソフトバンクホークス第8回戦（京セラドーム）

8回表、ソフトバンクの攻撃時、オリックスの小松聖が、ホセ・オーティズに死球を与える。怒りをあらわにしたオーティズが小松に詰め寄ると、両チームがベンチから飛び出し監督同士でにらみ合いとなったため、塁審の杉本大成が警告試合を宣告した。オーティズの前を打つ松田宣浩が初回に満塁弾を放った後に2打席連続死球を受けていたことが伏線にあった。
- 2010年5月5日 オリックス・バファローズ - 福岡ソフトバンクホークス第9回戦（京セラドーム）

7回裏、オリックスの攻撃時、ソフトバンクの甲藤啓介が、グレッグ・ラロッカにこの試合2個目の死球を与える。両軍がホーム付近で揉み合い、球審の山村達也が2日連続の警告試合を宣告。岡田彰布監督と秋山幸二監督はグラウンド上で一対一の口論を行った。
一試合中、三打席連続死球により警告試合
- 2015年5月6日 東京ヤクルトスワローズ（ファーム） - 横浜DeNAベイスターズ（ファーム）第8回戦（横須賀スタジアム）

DeNAの加賀繁、土屋健二、平田真吾の3選手が、ヤクルトの谷内亮太に3打席連続で死球を与える。3回目の死球にて両軍の数名がフィールドに出てくるも、谷内はそのまま1塁へ行き揉めることはなかった。その後、警告試合が宣告された。
日米大学野球選手権大会における警告試合
- 2013年7月11日 第5戦（明治神宮野球場）

4回裏1死、日本代表攻撃時、アメリカ代表投手の速球が日本代表7番・岡大海（当時明治大学4年生、現・千葉ロッテマリーンズ外野手）の右膝に直撃。岡が激怒し、ヘルメットを叩き付け、両軍ベンチから選手、監督、スタッフが飛び出して、あわや乱闘の事態となった。また、5回裏には中村奨吾が本塁打を放ち、ダイヤモンドを一周する際に喜び、アメリカ代表内野手から大声を浴びせられた。事態を重く見た審判は日米両軍に警告試合を言い渡した。
1イニング中、三死球により警告試合
- 2015年5月8日 オリックス・バファローズ - 北海道日本ハムファイターズ第7回戦（京セラドーム）

9回表、日本ハム攻撃時、オリックスの塚原頌平が、日本ハムの4番中田翔、6番大野奨太、8番岡大海の3者に死球を与える。3回目の死球にて日本ハム柏原純一打撃コーチたちが飛び出したのを契機に両軍が一斉にグラウンドへなだれ込む事態に発展した。乱闘にはならなかったが、球審の山本貴則によって警告試合が宣告された。なお、1イニング3死球はプロ野球9人目でパ・リーグでは6人目のタイ記録となる。
警告試合宣告後に2投手が死球を与え退場となったケース
- 2019年8月13日 埼玉西武ライオンズ - オリックス・バファローズ 19回戦（メットライフドーム）

西武・齊藤大将が1回・3回に計2度死球を与えた後、4回表に2番手の森脇亮介が若月健矢に対しこの試合3度目の（押し出し）死球を与えた場面で両軍選手によるもみ合いに発展。球審の原信一朗は佐竹学一塁コーチを暴力行為による退場処分とした上で、警告試合を宣告した。その後、4回裏にオリックス・田嶋大樹が森友哉に死球を与えて退場処分となり、さらに9回表には西武・平良海馬が福田周平に押し出し死球を与えて、この試合3人目の退場者となった。なお1試合で3人退場となった試合は、2007年7月17日のオリックス-千葉ロッテ戦以来12年ぶり6度目のプロ野球タイ記録。